# Metallata saturata
Metallata saturata är en fjärilsart som beskrevs av Walker 1865. Metallata saturata ingår i släktet Metallata och familjen nattflyn. Inga underarter finns listade i Catalogue of Life.